# Bur man laimi
Bur man laimi (Nederlands: Breng me geluk) is een nummer van de Letse folk- en wereldmuziekgroep Tautumeitas. Het werd geschreven door Asnate Rancāne, Aurēlija Rancāne, Elvis Lintiņš, Laura Līcīte en Gabriēla Zvaigznīte, en geproduceerd door de band zelf. Het nummer werd uitgebracht op 4 december 2024 en zal Letland vertegenwoordigen op het Eurovisiesongfestival 2025. Het is het eerste volledig Letstalige nummer dat Letland vertegenwoordigt sinds 2004.
Op 20 november 2024 werd bekendgemaakt dat Tautumeitas zich met Bur man laimi had geplaatst voor de halve finale van Supernova 2025. Ze wonnen uiteindelijk de finale en mogen Letland vertegenwoordigen op het Eurovisiesongfestival 2025.
Het Eurovisiesongfestival 2025 vindt plaats in de St. Jakobshalle in Bazel, Zwitserland. Het festival bestaat uit twee halve finales, op respectievelijk 13 en 15 mei, en een grote finale op 17 mei 2025. Tijdens de loting op 28 januari 2025 werd Letland ingedeeld in de tweede halve finale, waar het zal optreden in de eerste helft van de show.